# The Shaggs
The Shaggs was een Amerikaanse rockgroep die in 1968 werd opgericht door huisvader en manager Austin Wiggin, bestaande uit zijn dochters Dorothy "Dot" Wiggin (zang/gitaar), Betty Wiggin (zang/gitaar), Helen Wiggin (drums) en vanaf 1969 ook Rachel Wiggin (basgitaar). 
The Shaggs staan bekend om hun - uitgaande van de gangbare popconventies - gebrek aan muzikaal talent. Hun enige studioalbum, Philosophy of the World uit 1969, wordt gekenmerkt door valse partijen, houterige melodieën, onsamenhangende ritmes en naïeve teksten. The Shaggs worden aan de ene kant verguisd als een van de slechtste popgroepen aller tijden, en aan de andere kant bewonderd als een uniek voorbeeld van art brut.

## Geschiedenis
De oorsprong van The Shaggs ligt bij een handlezing van hun grootmoeder, die haar zoon Austin Wiggin voorspelde dat hij eerst met een roodblonde vrouw zou trouwen, dat hij na de dood van zijn moeder twee zonen zou krijgen, en dat zijn dochters een populaire muziekgroep zouden vormen. Nadat de eerste twee voorspellingen uit waren gekomen nam Austin zelf het initiatief om ook de derde voorspelling werkelijkheid te maken.
Zijn dochters Dot, Betty, Helen en vanaf 1969 ook dochter Rachel vormden samen The Shaggs, vernoemd naar een toentertijd populair kapsel. Austin haalde zijn dochters van school af en dwong ze om zes dagen in de week repeteren. Tijdens hun eerste optreden in 1968 werden ze door het publiek uitgejouwd en bekogeld met colablikjes. Op zaterdagavond trad de groep regelmatig op bij het gemeentehuis van Fremont, waar de groep vaak het mikpunt was van hoon en spot. Austin gaf de moed echter nooit op en dook met zijn dochters de studio in.
Het debuutalbum Philosophy of the World bestaat uit twaalf liedjes geschreven door Dot en werd in één dag opgenomen. De producent kreeg de opdracht om duizend lp's te maken, maar verdween met 900 van de exemplaren. Daarna bleef de groep optreden en nieuw materiaal schrijven totdat Austin in 1975 op 47-jarige leeftijd in zijn slaap overleed aan een hartaanval. Zonder zijn drijfveer hield de groep onmiddellijk op te bestaan. De zussen verkochten hun muziekinstrumenten, vonden werk, trouwden en leidden voornamelijk onmuzikale levens.
Vanwege het geringe aantal geproduceerde lp's bleven The Shaggs een lange tijd onopgemerkt buiten Fremont, tot het radiostation WBCN uit Boston een exemplaar in handen kreeg en liedjes begon te draaien. In 1980 werd het album heruitgegeven door de rockgroep NRBQ en twee jaar later verscheen The Shaggs’ Own Thing, een compilatiealbum van onuitgebrachte liedjes.
Helen, die aan zware depressies leed, overleed in 2006 in een verzorgingstehuis.  In 2011 verscheen een musical gebaseerd op The Shaggs en in 2013 kondigde Dot Wiggin meer dan vier decennia na Philosophy of the World haar eerste soloalbum aan, Ready! Get! Go!, inclusief nooit eerder te horen gebrachte nummers van The Shaggs.

## Erkenning
Frank Zappa noemde The Shaggs naar verluidt "beter dan The Beatles", muziekcriticus Lester Bangs noemde Philosophy of the World een mijlpaal in de geschiedenis van rock-'n-roll  en Kurt Cobain plaatste het album op de vijfde plaats in een lijst van zijn favoriete albums. In 2001 verscheen het album Better Than The Beatles - A Tribute to the Shaggs, waarin verschillende groepen (waarvan vier uit Nederland) liedjes van The Shaggs coveren.

## Bezetting
- Dorothy "Dot" Wiggin - zang, gitaar (1968–1975)
- Betty Wiggin - gitaar, zang (1968–1975)
- Helen Wiggin - drumstel (1968–1975)
- Rachel Wiggin - basgitaar (1969–1975)

## Discografie

### Studioalbums
- Philosophy of the World (1969) (heruitgegeven in 1980)
- Shaggs' Own Thing (1982)
- The Shaggs (1988) : bevat Philosophy of the World en Shaggs' Own Thing

### Singles
- My Pal Foot Foot / Things I Wonder (1969) : toegeschreven aan The Shaggs

### Divers
- Songs in the Key of Z – The Curious Universe of Outsider Music (2000) : compilatie door verschillende artiesten
- Better than the Beatles – A Tribute to the Shaggs (2001) : tribute album